# Lubochowo
Lubochowo [lubɔˈxɔvɔ] é uma aldeia no distrito administrativo da Comuna de Stary Dzierzgoń, no condado de Sztum, na voivodia da Pomerânia, no norte da Polônia. Fica a aproximadamente 8 quilômetros (5 mi) a nordeste de Stary Dzierzgoń, 29 quilômetros (18 mi) a leste de Sztum, e 76 quilômetros (47 mi) a sudeste da capital regional Gdansk.
Antes de 1945, a área fazia parte da Alemanha.

A vila tem uma população aproximada de 500 habitantes.